# Fuscopannaria laceratula
Fuscopannaria laceratula är en lavart som först beskrevs av Hue, och fick sitt nu gällande namn av P. M. Jørg. Fuscopannaria laceratula ingår i släktet Fuscopannaria och familjen Pannariaceae.   Inga underarter finns listade i Catalogue of Life.